# Josef Gareis
Josef Gareis (* 26. November 1903; † 31. Juli 1982) war ein deutscher Politiker der SPD.
Gareis war von Beruf Angestellter und lebte in Dachau. 1948 zog er dort erstmals in den Stadtrat ein, bereits 1950 übernahm er dort das Amt des Fraktionsvorsitzenden der SPD, das er bis zum Ausscheiden aus dem Stadtrat 1972 innehatte.
Am 21. Oktober 1953 rückte er für den ausgeschiedenen Heinz Beck in den Bayerischen Landtag nach und gehörte diesem bis zum Ende der Wahlperiode Ende 1954 an. Am 3. Mai 1957 rückte er erneut in den Landtag nach, diesmal für den ausgeschiedenen Josef Strobl. Nach der Wahl 1958 schied er endgültig aus dem Landtag aus.
1973 wurde ihm der Goldene Ehrenring der Stadt Dachau verliehen.